# Dracula 2 : Le Dernier Sanctuaire
Dracula 2 : Le Dernier Sanctuaire est un jeu vidéo d'aventure en pointer-et-cliquer développé par Wanadoo et édité par DreamCatcher Interactive, sorti à partir de 2000 sur Windows, Mac, PlayStation, iOS et Android.

## Synopsis
Après avoir réussi à s'échapper du sinistre château de Dracula et délivré son épouse, Jonathan Harker traque le vampire à Londres. Il enquête d'abord à Carfax, demeure achetée par Dracula, où il y récupère de nombreux indices, dont un journal du Comte, qui recèle phrases mystérieuses et autres dessins cryptiques qui aideront Jonathan à déverrouiller les nombreux obstacles qu'il rencontrera sur son chemin. Mais il y est attaqué par de dangereux vampires, gardiens du domaine, et s'en sort de justesse après les avoir éliminé grâce à la lumière du soleil.
Il se rend alors à l'asile psychiatrique tenu par son ami, le Dr Seward, qui pratique des séances d'hypnose sur Mina, pour tenter de trouver d'autres indice pour éliminer le comte. 
Ceux-ci conduisent le jeune héros au cimetière de Highgate, où il découvre des notes du gardien du cimetière qui avait compris qu'un ancien caveau servait de repère à Dracula. Jonathan est à nouveau attaqué par un vampire, justement l'ancien gardien du cimetière devenu malheureusement victime du comte, qu'il élimine à son tour par un pieu dans le cœur.
Retournant à l'asile, il découvre avec horreur que Dracula l'y a précédé, le gardien a été vampirisé et doit le combattre à son tour, et Seward et Mina ont été enlevés. Dans le bureau de Seward, Jonathan est menacé au téléphone par Dracula, mais il y découvre qu'un ami du Dr Seward est parvenu à dénicher un très ancien ouvrage dans une vieille librairie de Portobello Road particulièrement précieux, puisqu'il permet d'éclaircir le mystère des origines de Dracula...
...Au XVe siècle, le voïvode de Valachie, Vlad II surnommé Dracul (le dragon), membre éminent de l'ordre du Dragon, se meurt et doit transmettre le pouvoir, ainsi qu'un joyau magique, formé d'une pierre précieuse entourée d'un anneau en forme de dragon, à son fils ainé, Vlad, qu'on surnommera plus tard Vlad III Tepes (l'empaleur), ou encore Dracula (fils du dragon). 
Mais sur les conseils d'une magicienne nommée Dorko, Vlad II transmet le symbole du pouvoir au fils cadet, et frère de Vlad III, Radu dit le bel. Fou de rage, Vlad III traque son frère, et l'enferme dans d'immenses prisons souterraines, dont personne n'en est jamais ressorti vivant. Il sépare la pierre de l'anneau, faisant contrebalancer le joyau du côté maléfique. Il bannit également Dorko et la damne pour l'éternité. Il est dit que pour annuler la malédiction, la pierre et l'anneau doivent être réunis sur une stèle dans un sanctuaire, lui-même particulièrement isolé, dans des cols inaccessibles des Carpathes...
Harker profite de l'accès au laboratoire du Dr Seward pour préparer une potion anti-vampire, à base de sang de vampire récupéré sur le gardien neutralisé, et d'ail. Il s'arme d'un revolver, dont les balles sont enduits de potion. Un patient de l'asile nommé Hopkins, et sous le joug de Dracula, lui fournit cependant la prochaine étape, un cinéma appartenant au comte. Tuant des vampires sur sa route, Jonathan s'y rend et découvre des projections de films sur les vampires, plus vrais que nature, mais tombe dans un piège et s'évanouit à cause de gaz asphyxiants. Il se réveille à la merci de Dracula, qui, plutôt que de le tuer rapidement, compte le transformer en vampire. C'est alors qu'Hopkins, pris de remords, profite d'une absence de Dracula, pour délivrer Harker. Jonathan retrouve son ami, le Dr Seward, malheureusement au seuil de la mort, le visage horriblement changé par un début de vampirisation. Seward supplie son ami de lui laisser son arme pour en finir dignement, et, une fois Jonathan parti, tire sur un appareil qui déclenche une explosion détruisant le cinéma, propriété du comte.
Bouleversé, et décidé à détruire tous les repaires de Dracula à Londres, Jonathan met le feu à Carfax, et menace Dracula, désormais acculé à Highgate, et que tant qu'il sera en vie, il traquera le vampire jusqu'en enfer s'il le faut...
Dans la deuxième partie du jeu, Jonathan retourne en Transylvanie pour récupérer sa femme et anéantir définitivement le monstre. Il passe par les mines puis explore les sinistres et immenses geôles souterraines. 
Là, il élimine d'autres vampires grâce à une arbalète dont les carreaux sont enduits du poison anti-vampire, et découvre, à sa plus grand stupéfaction, dans la mâchoire d'un squelette suspendu dans le vide, la légendaire pierre de Radu...
De retour au château du comte, Harker retrouve, peu rancunier, Dorko. Stupéfaite qu'il ait en sa possession la pierre de Radu et l'anneau du Dragon, elle tente grâce à ses pouvoirs magiques, de réunir les 2, mais un pieu lui traverse le cœur au dernier moment. 
Les striges de Dracula ont retrouvé sa trace, et récupèrent l'anneau.
Après de nombreuses énigmes résolues, Jonathan parvient à trouver un accès du château jusqu'au donjon isolé, surplombé d'une immense statue de Saint Georges terrassant un dragon à l'aide d'une lance, abritant le dernier sanctuaire de Dracula. 
Là, Viorel tente de tuer le héros en lançant un couteau, mais Hopkins apparaît et s'interpose, se sacrifiant pour sauver la vie de Jonathan. 
Celui-ci neutralise à son tour le bohémien à l'aide d'un canon.
Jonathan doit alors affronter les 3 épreuves finales, 3 salles maudites abritant 3 clés permettant l'accès à la stèle du dernier sanctuaire. La salle des griffes du diable, la salle des feux de l'enfer, et une dernière salle à l'aspect encore plus mystérieux et terrifiant.
La confrontation finale peut avoir lieu. Devant la stèle, Dracula, accompagné de Mina et des striges, nargue une dernière fois Jonathan, et dévoile ses sinistres desseins : épouser Mina et régner sur le monde devenu terre de ténèbres. Mais Jonathan ramène lentement Mina à la raison. Celle-ci défit le comte, et rejette la vie éternelle qu'il lui propose, lui rappelant qu'il n'à offrir que la mort et la damnation éternelles. Explosant de colère, ne supportant pas que Mina lui échappe, Dracula les condamne finalement à mourir sur-le-champ. Evitant de justesse la poigne de la stryge, Jonathan parvient à apposer au dernier moment la pierre de Radu dans l'anneau du Dragon encastré dans la stèle. Les pouvoirs maléfiques de Dracula sont contrebalancés, un puissant flux de magie jaillit de la stèle et possède Dracula, impuissant et stupéfait, alors que tout s'écroule autour d'eux. Les striges tentent de s'enfuir mais finissent écrasées. Soudain, alors que Dracula ne peut concevoir que c'est la fin, l'immense statue de Saint Georges s'abat sur lui, et le transperce de sa lance en plein cœur, réduisant Dracula en poussière, définitivement...
Mina et Jonathan, seuls survivants, s'enlacent, émergeant enfin du cauchemar de cette hallucinante aventure.

## Système de jeu
Le jeu se joue en vue à la première personne dans un environnement pré-rendu. L'interface point and click permet au joueur de se déplacer d'une zone à l'autre par saut d'écran avec le curseur central ou bien d'interagir avec des objets ou des personnages.
Chaque zone est statique et formée par une image à 360°.
Le joueur à la possibilité au fil du jeu de poser des questions aux protagonistes présents dans l'auberge pour obtenir des informations parfois essentielles pour sa quête.
Le joueur dispose d'un inventaire qui permet de sélectionner ou de combiner des objets récupérés au cours de la partie, notamment les journaux de plusieurs protagonistes.
Contrairement au premier opus, il est possible ici de perdre et de mourir. En effet, le joueur peut être attaqué à tout moment par des ennemis. Une jauge de temps apparaît alors, de quelques secondes, durant lesquelles le joueur doit trouver la solution. s'il ne la trouve pas, il perd et un écran game over apparaît.
Chaque interaction avec un personnage, ennemi, et parfois des objets est animée par une cinématique.

## Doublage

### Voix françaises
- Françoise Blanchard : Mina, Dorko
- Lorenzo Pancino : Hopkins, Viorel, Bill, Pibody
- Cyril Artaud : Jonathan Harker
- Joël Zaffarano : Dracula
- Philippe Catoire : le docteur Seward

## Accueil
- Adventure Gamers : 3/5[2]
- GameSpot : 5,5/10[3]
- IGN : 7,8/10[4]
- PC Gamer US : 50 %[5]